# Ana Raquel Lima Lourenço
Ana Raquel Lima Lourenço (1985) es una botánica, y taxónoma y profesora brasileña.
En 2007, se diplomó en historia natural por la Universidad Federal de Paraíba; para obtener la maestría en Biología Vegetal por la Universidad Federal de Pernambuco, defendió la tesis La familia Myrtaceae Juss en las marismas en el límite norte de la distribución de la Mata Atlántica, en 2007; y, continúa con el doctorando, en la misma casa de altos estudios, en 2013, con la preparación de la tesis: Calyptranthes Sw. (Myrtaceae) en el dominio del bosque atlántico de Brasil - taxonomía y filogenia.
Actualmente, en la Universidad Federal de Pernambuco, es investigadora con énfasis en la taxonomía y florística de fanerógamos, actuando sobre los siguientes temas: Myrtaceae, Calyptranthes, en marismas de la Mata Atlántica.

## Algunas publicaciones
- LOURENÇO, A. R. ; AMORIM, B. S. ; ALVES, M. 2013. Eugenia pipensis, a new species of Eugenia sect. Umbellatae (Myrtaceae) from northeastern Brazil. Phytotaxa 104: 30-34 en línea, pago
- LOURENÇO, A. R. ; BARBOSA, M. R. V. 2012. Myrtaceae Juss. em restingas no limite norte de distribuição da Mata Atlântica, Brasil. Rodriguesia 63: 373 resumen en línea
- SILVA, FERNANDA OLIVEIRA ; LOURENÇO, ANA RAQUEL DE LIMA ; PESSOA, MARIA DO CÉO RODRIGUES ; ALVES, MARCCUS VINÍCIUS. 2012. Flora da Usina São José, Igarassu, Pernambuco: Ochnaceae e Quinaceae. Rodriguésia 63: 1133-1138 resumen en línea
- BARBOSA, M. R. V. ; Thomas, W.W. ; ZARATE, E. L. P. ; BALTAZAR, R. ; AGRA, M. F. ; Lima, I.B. ; Pessoa, M.C.R. ; LOURENÇO, Ana R. ; Geadelande Carolino Delgado Júnior ; Pontes, R.A.S. ; Chagas, E.C.O. ; VIANA, J. L. ; Gadelha Neto, P.C. ; Araújo, C.M.L.R. ; Araújo, A. ; Freitas, G.B. ; Lima, J.R. ; Oliveira, F. ; Vieira, L.A.F. ; Pereira, L.A. ; Costa, R.M.T. ; Durá, R.C. ; Sá, M.G.V. 2011. Checklist of the vascular plants of the Guaribas Biological Reserve, Paraíba, Brasil. Rev. Nordestina de Biologia 20: 79-106
- LOURENÇO, Ana R. ; MEIRELES, Bianca Nóbrega, SILVA, David Marinho. 2004. A UTILIZAÇÃO DA DRAMATURGIA COMO FERRAMENTA PEDAGÓGICA - PEÇA TEATRAL: OS COMPLEXOS DO GOLGI. Anais da 56.ª Reunião Anual da SBPC. Cuiabá, MT

## Membresías
- de la Sociedad Botánica del Brasil[3]
- Plantas do Nordeste[4]